# Привреда Турске
Привреда Турске је под великим утицајем страног капитала, пре свега америчког, али и немачког и британског. Значајну улогу у привреди Турске има државни сектор (енергетика, железнички и ваздушни саобраћај, пошта, банке). У питању је аграрно-индустријска земља са развијеним рударством. 

## Индустријализација
Темељи за стварање државног сектора били су постављени 1936. национализацијом највећег басена каменог угља Зонгулдак и свих железничких пруга (које су пре тога биле својина страног капитала) као и стављањем целокупне индустрије, рударске производње, саобраћајних средстава, савремених комуникација и свих шумских комплекса и јавних служби под државну контролу. 
Мада је индустријализација почела још између два светска рата, у послератном периоду економски развој врло много је био подређен војно-стратегијским интересима САД, а главни напори земље и њене радне снаге били су усресређени на изградњу многобројних ваздухопловно-ракетних база, ратних лука, стратегијских путева и других војних објеката НАТО-пакта и због тога је привреда била занемарена. 
Интезивна индустријализација настављена је тек од средине ’60-их година, током спровођења петогодишњих планова. У наредном периоду долази до презадужености у иностранству, инфлације и пораста незапослености. 

## Пољопривреда
- обрадива површина 25,4 мил. ha (32,6% територије)

- воћњаци, виногради и маслињаци 3 мил. ha
- ливаде и пашњаци 9,6 мил. ha
- под шумом 20,2 мил. ha
- необрађено и непродуктивно 19,8 мил. ha

Сточарство је веома развијено, нарочито у планинским регионима: 
- овце 49,6 мил.,
- козе 18,9 мил.,( око 6 мил.ангорских)
- говеда 16 мил.,
- коњи 770 000

## Индустрија
Главне гране индустрије у турској су : 
- црна металургија(2,2 милиона тона сировог гвожђа, 2,6 мил. тона челика, металуршки кокс...)
- обојена металургија( алуминијум 74 000 тона, бакар 34 700 тона, олово 6 500 тона...)
- машинска (аутомобили, аутобуси, камиони, бродоградња, монтажа авиона...)
- електроиндустрија
- рафинерије ( 4 са укупним капацитетом 24 милиона тона нафте)

## Саобраћај
Главне луке у Турској су : Истанбул, Смирна(Измир), Самсун, Мерсин, Измит...
Већи аеродроми: Истанбул, Анкара, Смирна, Адана, Бурса и Самсун
Железница- 8 200 km пруге, друмски саобраћај- 232 000 km путева.

## Туризам
Туризам је у развоју, најпопуларнија туристичка дестинација у Турској јесте Истанбул. На годишњем нивоу у Турску стигне 1,5 милиона туриста, највише из Немачке, Грчке, САД, Француске, Аустрије и др.